# Éric Gastaldello
Pour les articles homonymes, voir Gastaldello.
Éric Gastaldello est un nageur français, né le 14 septembre 1964 à Villerupt (Meurthe-et-Moselle) et mort le 15 mai 2016 à Salon-de-Provence (Bouches-du-Rhône).
Il est champion de France sur 50 mètres brasse en hiver 1984 et champion de France sur 100 mètres brasse à l'été 1983.
En club, il est licencié au Racing Club de France, à l’USB Longwy puis à Istres.
Il est le mari de Véronique Jardin et le père de Béryl Gastaldello. Sa mère, Amélie Mirkowitch, est aussi une championne de natation.